# Yamamoto Tsunetomo
Yamamoto Tsunetomo (山本常朝?   12 de junio de 1659-1719) fue un samurái vasallo del clan Nabeshima, de la provincia Hizen. 

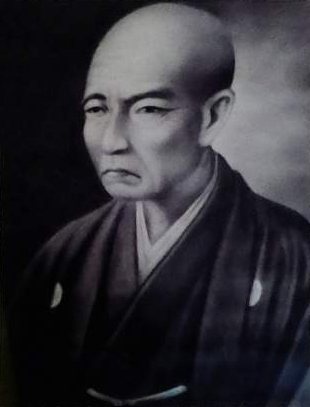
Yamamoto Tsunetomo

Es conocido por ser el autor del Hagakure, El Camino del Samurái,

## Biografía
Tuvo una frágil salud en su infancia, y, a la edad de nueve años, su señor, Nabeshima Mitsushige, le tomó a su servicio. 
Se dedicó durante treinta años a su señor y a su clan, llegando a convertirse en un guerrero samurái altamente respetado. Al llegar Yamamoto Tsunetomo a los cuarenta y un años de edad, en 1700, Nabeshima Mitsushige fallece. Tsunetomo no pudo tomar la vía del suicidio ritual, el seppuku, puesto que su señor lo había anulado como práctica en 1660.
Opta por retirarse, influenciado por el budismo y el confucianismo, a un monasterio cerca del castillo de Saga, en Kyushu. Allí es donde, desde 1709 hasta 1716, Yamamoto Tsunetomo se reúne con el joven Tashiro Tsuramoto, que unifica todas sus lecciones en el Hagakure, El Camino del Samurái, que pasa a ser su obra más conocida. El Hagakure se guardó en secreto en el clan Nabeshima durante dos siglos, hasta que finalmente se hizo público en la era Meiji. Desde entonces, el Hagakure ha influenciado el desarrollo de una cultura, así como ha servido de base para el bushidō.
- Datos: Q548162
- Multimedia: Yamamoto Tsunetomo / Q548162